# تونس في الألعاب الأولمبية الصيفية للشباب 2018
شاركت تونس في الألعاب الأولمبية الصيفية للشباب 2018 المنعقدة في بوينس آيرس، الأرجنتين بين 6 و18 أكتوبر 2018.

شاركت تونس ب38 رياضيا (25 شابة و13 شابا) في 15 رياضة.

## المتحصلين على ميداليات
| الميدالية | الرياضة     | الفئة                | الرياضي            | التاريخ   |
| --------- | ----------- | -------------------- | ------------------ | --------- |
| ذهبية     | رفع الأثقال | 58 كغ للشابات        | غفران بالخير       | 12 أكتوبر |
| فضية      | جودو        | أقل من 63 كغ للشابات | مريم الخليفي       | 8 أكتوبر  |
| برونزية   | تايكوندو    | أقل من 48 كغ للشباب  | محمد خليل الجندوبي | 8 أكتوبر  |